# Hafnium(IV)-iodid
Hafnium(IV)-iodid ist eine anorganische chemische Verbindung des Hafniums aus der Gruppe der Iodide.

## Gewinnung und Darstellung
Hafnium(IV)-iodid kann durch Reaktion von Hafnium mit Iod
{\displaystyle \mathrm {Hf+2\ I_{2}\longrightarrow HfI_{4}} }
oder durch Reaktion von Hafnium(IV)-chlorid mit Aluminiumiodid gewonnen werden.
{\displaystyle \mathrm {3\ HfCl_{4}+4\ AlI_{3}\longrightarrow 3\ HfI_{4}+4\ AlCl_{3}} }

## Eigenschaften
Hafnium(IV)-iodid ist ein gelboranger Feststoff, der in Wasser zu Hafniumoxidiodid hydrolysiert und eine Kristallstruktur vom Zinn(IV)-iodid-Typ mit der Raumgruppe Pa3 (Raumgruppen-Nr. 205) besitzt. Es sublimiert bei 393 °C.

## Verwendung
Hafnium(IV)-iodid wird zur Herstellung von reinem Hafnium verwendet. So wurde 1925 die erste Probe reinen Hafniums durch Pyrolyse von Hafnium(IV)-iodid gewonnen.